# Páduai Szent Antal-templom (Ecser)
A Páduai Szent Antal-templom Ecser római katolikus plébániatemploma. A magyar műemlékek listáján a 7011-es szám alatt van nyilvántartva.

## Története
A falu 14. századi templomát 1543-ban a törökök elpusztították. A katolikus gyülekezet főként szlovákok betelepítése révén 1735-re újraszerveződött. A jelenlegi templomot Grassalkovich Antal (koronaőr) 1740-re, az egykori kápolna helyén építtette fel. 1853-ban orgonát is kapott. Az 1880-as 90-es évekre a templom annyira leromlott, hogy misézni sem lehetett benne. 1911-es renoválása során az épület sokat veszített barokk stílusából. A harangtorony egy méterrel alacsonyabb lett, mivel hosszában megrepedt, 1956-ban a templomot kívül és belül kifestették, A tornyon lévő kereszt és gömb 1960-ban készült. Ebbe helyezték a renoválás adományozónak, a plébánosnak és az egyházközség vezetőségének névsorát. Az 1960-as évek téeszesítés miatt elszegényedett lakosság magas összeget áldozott templom rendbehozatalára. Az 1963-as külső renoválás mellett bearanyozták a főoltárt, az oltárképkeretet, a szószéket, a keresztelőkutat és a mellékoltárt is. 1986-ban új sekrestye épült hozzá.
Az 1740-ben emelt plébániaépületet 1977-ben lebontották, a jelenlegit 1980 júniusában áldotta meg a váci püspök.

## Leírása

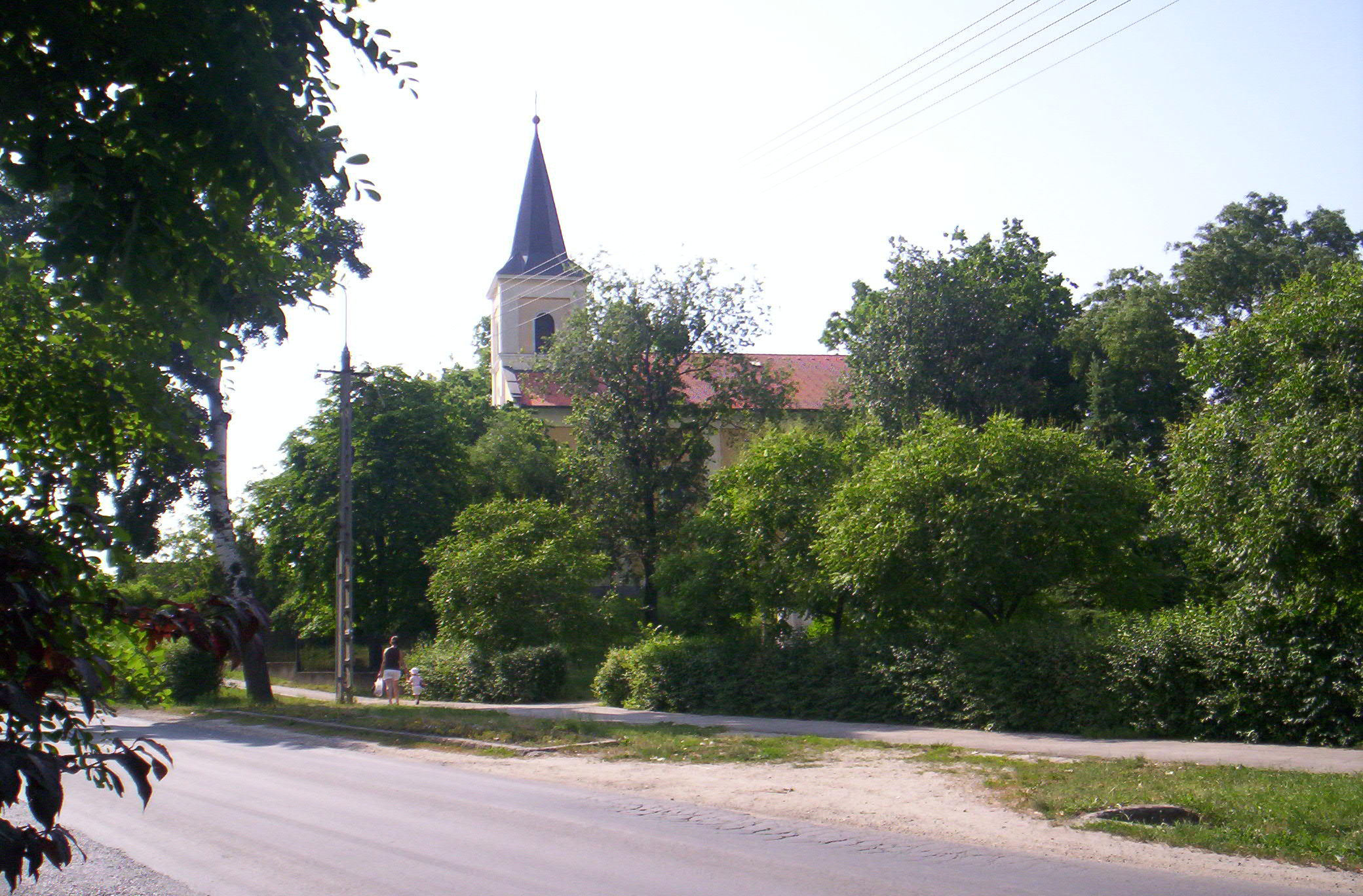
A templom parkja

A parkban álló templom előtt kereszt áll. A harangtorony az épület homlokzatának közepén emelkedik, két üres szoborfülke kozott. Az oltárkép Páduai Szent Antalt ábrázolja. A szószék és a keresztelőkút copf stílusúak, Szintén 18. századi a fából készült Szűz Mária- és Ecce homo-szobor. A padok 1984-ben készültek el.
A toronyban három harang lakik: az 1821-ben Eberhardt Henrik által öntött kb. 90 kg-os Szent György-harang, az 1889-ben Vulser Ferenc által, Budapesten öntött kb. 40 kg-os Szűz Mária-harang és az 1934-ben öntött nagyharang, amelynek felirata: „Páduai Szent Antal tiszteletére – Az ecseri hívek adományaiból Hanusz Zoltán pápai kamarás, esperes plébános és Vilimszky Ernő kántortanító idejében 1934. Öntötte Szlezák László harangöntő Magyarország aranykoszorús mestere Budapesten – Páduai Szent Antal Könyörögj érettünk!” Az ecseriek a templom harangjait gyakran meghúzták jégeső elhárítására, illetve tűzjelzésre.
Egy 1940-ben a Központi Egyházművészeti Hivatal részére készített jelentésben (az 1945 tavaszán a Gyömrő környéki gyilkosságok során brutálisan megölt) Mikla Pál plébános írja: „az ecseri templom belső díszítésének egyik legszebb része a hajó mennyezetére festett 350×600 cm-es freskó, amely Mária mennybevitelét ábrázolja”.